# Єжевичний
Єжеви́чний (рос. Ежевичный) — селище у складі Верхньосалдинського міського округу Свердловської області.
Населення — 95 осіб (2010, 133 у 2002).
Національний склад населення станом на 2002 рік: росіяни — 82 %.